# Lumix
Lumix er Panasonics serie af digitale kameraer, der indeholder både kompakte point-and-shoot-kameraer og professionelle spejlløse kameraer både i micro 4/3 formatet(18/13 mm sensor) og såkaldt fuldformat (24/36 mm sensor).